# Grupos Antiterroristas de Liberación
De Grupos Antiterroristas de Liberación of GAL (Spaans voor Antiterroristische Bevrijdingsgroepen) waren illegale doodseskaders opgericht door medewerkers van de Spaanse regering in de jaren 80 om de ETA te bestrijden. De GAL werden gefinancierd en beschermd door het Spaanse ministerie van Binnenlandse Zaken.

## Geschiedenis
De GAL waren vooral actief in het Franse gedeelte van Baskenland. In Spanje zelf werden vooral kidnappingen en martelingen uitgevoerd. De doodseskaders waren actief van 1983 tot 1987, in een periode waarnaar men in de Spaanse geschiedenis vaak verwijst als La guerra sucia of Vuile Oorlog. In die periode werden zevenentwintig mensen gedood, onder wie tien personen die geen banden hadden met de ETA.
Hoewel het vaststaat dat Felipe González, de toenmalige eerste minister van Spanje, op de hoogte was van het bestaan van de doodseskaders heeft hij dit nooit publiekelijk bekend maar de misdaden ook nooit veroordeeld. González werd nooit formeel beschuldigd van betrokkenheid.